# Meconopsis
Meconopsis (укр. Меконопсис), народна назва Блакитний мак — рід рослин з родини макових.

## Загальна біоморфологічна характеристика

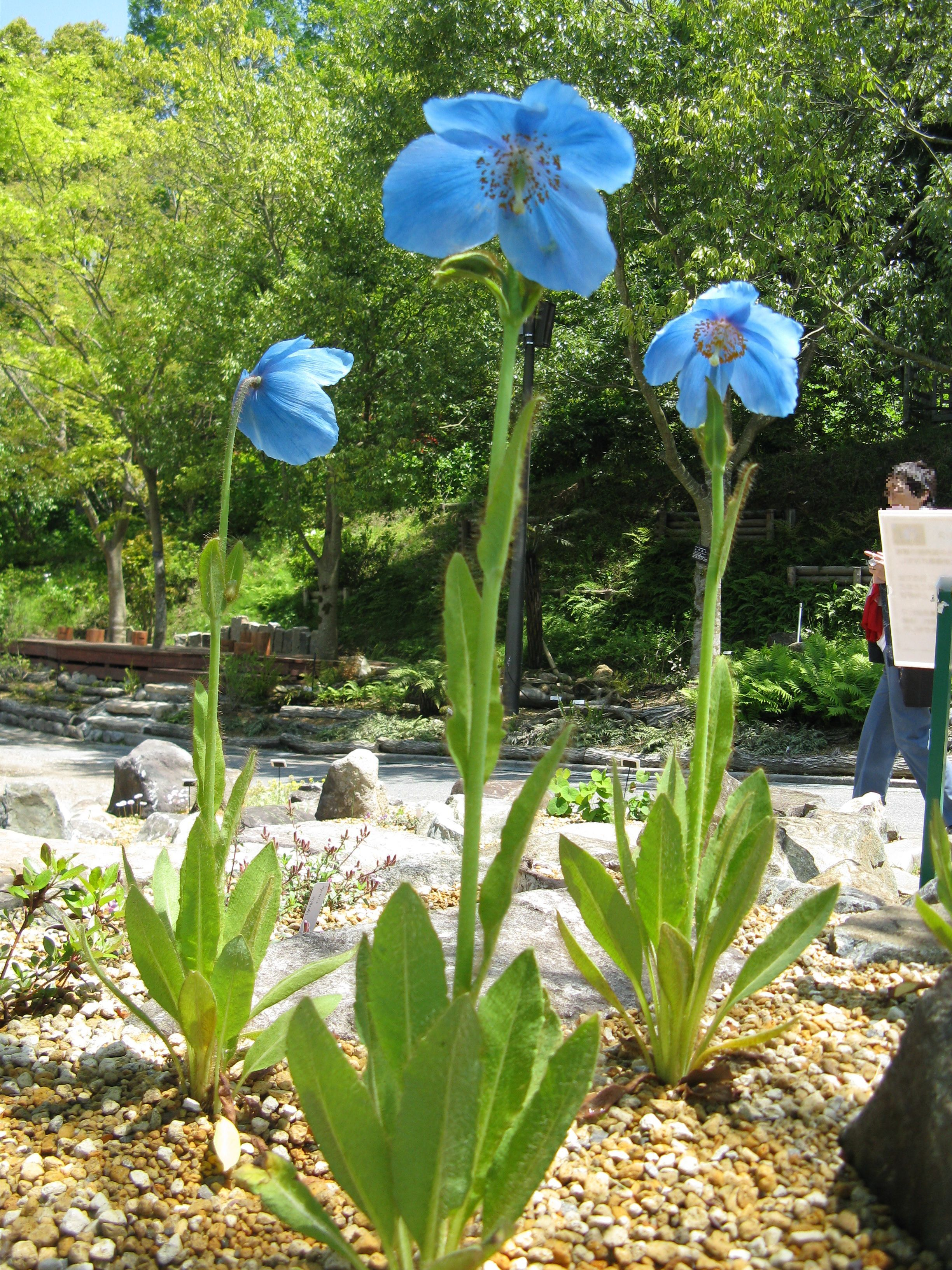
Meconopsis grandis — національна квітка Бутану

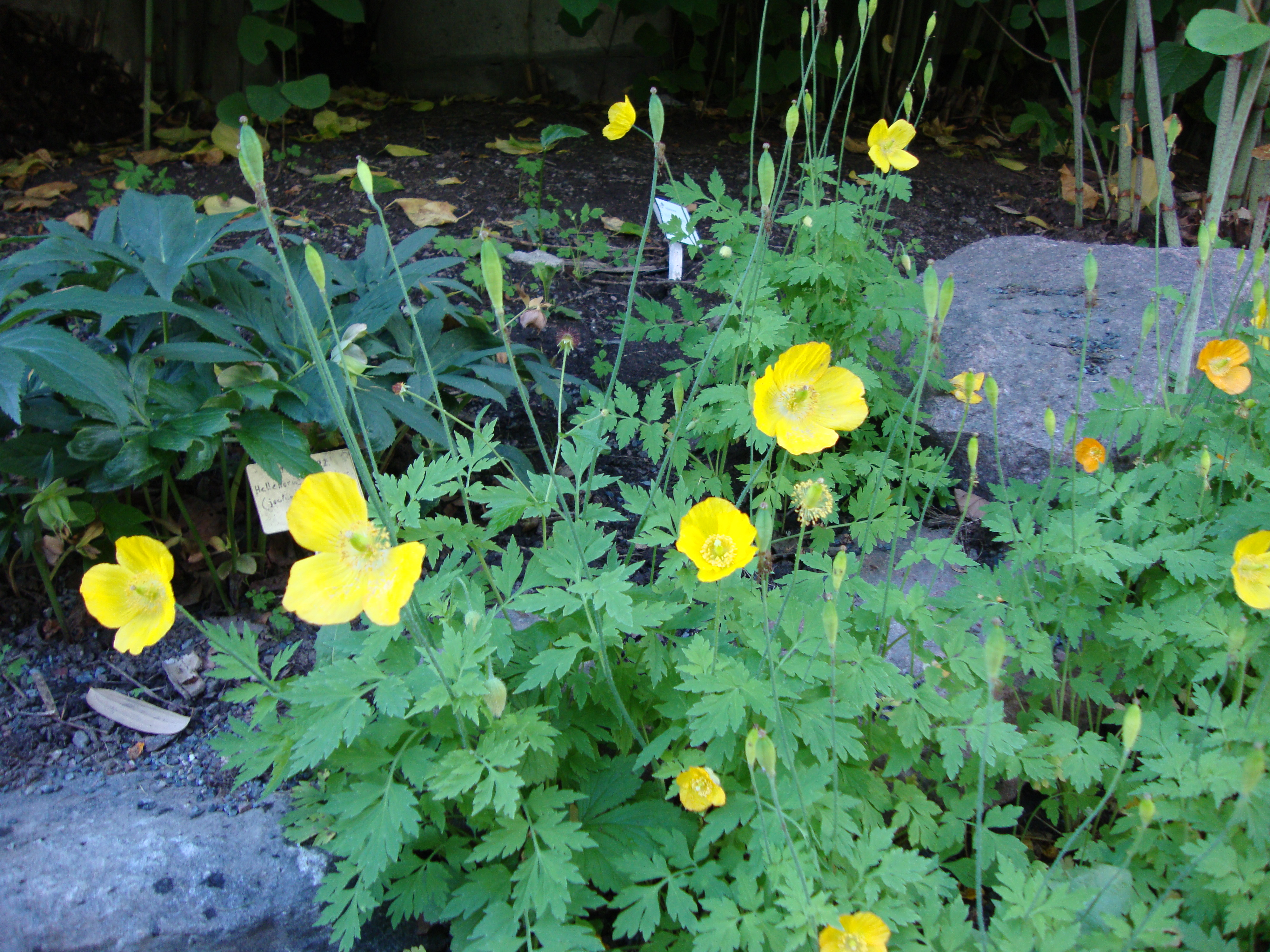
Meconopsis cambrica — вельський мак, єдиний європейський вид

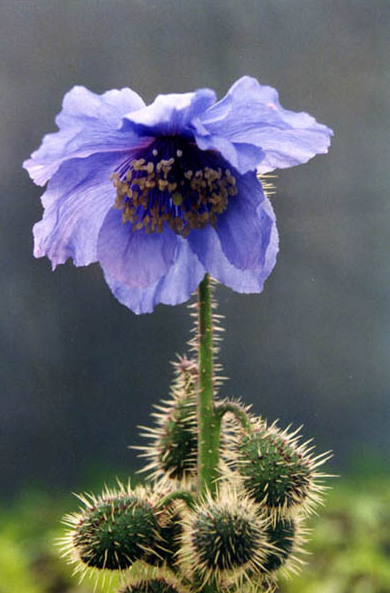
Meconopsis horridula

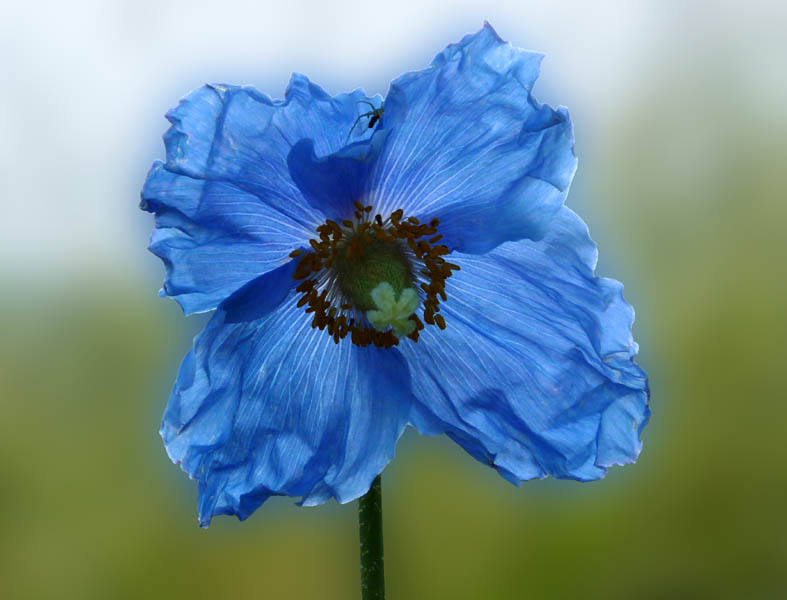
Квітка Meconopsis betonicifolia

Одно-, дворічні або багаторічні трави з жовтим молочним соком і цільними, лопатевими або кавалками листками, голі або своєрідно запушені. Квітки великі, одиночні або в китицеподібних, щиткоподібних, волотистих суцвіттях; чашолистків 2 (рідко 3-4); пелюсток 4-10, жовтих, небесно-блакитних, фіолетових, рідше інших забарвлень. Плід — коробочка.

## Ареал
Рід містить близько 45 видів; з них один — меконопсис вельський (Меконопсис cambrica) — в Західній Європі, решта — в Південно-Східній Азії, від Гімалаїв до Західного Китаю. 23 види є ендемічними рослинами Китаю.

## Утримання в культурі
Всі види декоративні. Надає перевагу затіненим ділянкам. Рослини здатні прекрасно розвиватися майже на будь-яких ґрунтах, проте рекомендується підібрати вологі, родючі і досить добре дреновані ґрунти. Необхідно забезпечити рослинам регулярний полив в рясному режимі, що пов'язано з тим, що меконопсис є вологолюбною рослиною. Проте найменше перезволоження ґрунту здатне вкрай негативно позначитися на розвитку цієї рослини. Однак, в особливо жарку і посушливу погоду рекомендується виконувати обприскування меконопсиса водою. На самому початку періоду вегетації необхідно вносити мінеральні добрива. Деяким видам потрібно забезпечити надійну опору. Ще в перший рік вирощування не слід допускати цвітіння цієї рослини. Це пов'язано з тим, що найчастіше після такого першого цвітіння рослина загине. Для того, щоб продовжити термін життя цієї рослини, слід зрізати квітконоси ще до початку періоду цвітіння. Для продовження терміну цвітіння потрібно своєчасно видаляти ті квітки, які вже встигли відцвісти. При дотриманні всіх цих умов вирощування, цвітіння рослини почнеться на третій рік розвитку цієї рослини. Термін життя меконопсисів складає близько чотирьох років. В осінній період часу необхідно обрізати цю рослину. На зимовий період меконопсису потрібно забезпечити додаткове укриття: наприклад, опале листя.

## Види
| - Meconopsis aculeata Royle - Meconopsis argemonantha Prain - Meconopsis barbiseta C.Y.Wu & H. Chuang ex L.H.Zhou - Meconopsis bella Prain - Meconopsis betonicifolia Franch. - Meconopsis chelidoniifolia Bureau & Franch. - Meconopsis concinna Prain - Meconopsis delavayi (Franch.) Franch. ex Prain - Meconopsis discigera Prain - Meconopsis florindae Kingdon-Ward - Meconopsis forrestii Prain - Meconopsis georgei G.Taylor - Meconopsis gracilipes G.Taylor - Meconopsis grandis Prain - Meconopsis henrici Bureau & Franch. - Meconopsis horridula Hook.f. & Thomson | - Meconopsis impedita Prain - Meconopsis integrifolia (Maxim.) Franch. - Meconopsis lancifolia (Franch.) Franch. ex Prain - Meconopsis latifolia (Prain) Prain - Meconopsis lyrata (H.A.Cummins & Prain) Fedde ex Prain - Meconopsis oliveriana Franch. & Prain ex Prain - Meconopsis paniculata (D.Don) Prain - Meconopsis pinnatifolia C.Y.Wu & H.Chuang ex L.H.Zhou - Meconopsis prattii (Prain) Prain - Meconopsis primulina Prain - Meconopsis pseudohorridula C.Y.Wu & H.Chuang - Meconopsis pseudointegrifolia Prain - Meconopsis pseudovenusta G.Taylor - Meconopsis punicea Maxim. | - Meconopsis quintuplinervia Regel - Meconopsis racemosa Maxim. - Meconopsis rudis (Prain) Prain - Meconopsis simplicifolia (D.Don) Walp. - Meconopsis sinomaculata Grey-Wilson - Meconopsis smithiana (Hand.-Mazz.) G.Taylor ex Hand.-Mazz. - Meconopsis speciosa Prain - Meconopsis superba King ex Prain - Meconopsis tibetica Grey-Wilson - Meconopsis torquata Prain - Meconopsis venusta Prain - Meconopsis violacea Kingdon-Ward - Meconopsis wilsonii Grey-Wilson - Meconopsis wumungensis K.M.Feng & H.Chuang - Meconopsis zangnanensis L.H.Zhou |